# Tell es-Sultan
Tell es-Sultan (en árabe: تل السلطان, lit. "Colina del Sultán"), también conocido como Tell Jericó (en hebreo: תל יריחו) o Antiguo Jericó, es un tell, un yacimiento arqueológico en Cisjordania, declarado Patrimonio de la Humanidad por la UNESCO, ubicado junto al Campo de refugiados de Ein as-Sultan, dos kilómetros al norte del centro de Jericó. El tell estuvo habitado desde el X milenio a. C. y ha sido considerado como 'la ciudad más antigua del mundo', con muchos hallazgos arqueológicos importantes. El yacimiento también es notable por su papel en la historia de la arqueología levantina.
El área fue identificada por Charles Warren en 1868, por primera vez, como el sitio de la antigua Jericó en los tiempos modernos, sobre la base de su proximidad al gran manantial de Ein es-Sultan que el biblista Edward Robinson había propuesto como el manantial de Eliseo, tres décadas antes.

## Historia

### Cazadores-recolectores natufianos, c. 10.000a.C.
El primer asentamiento permanente en el sitio se desarrolló entre el 10.000 y 9.000 a. C. Durante el período de frío y sequía del Dryas Reciente, era imposible habitar permanentemente en cualquier lugar. Sin embargo, Tell es-Sultan era un campamento popular para los grupos de cazadores-recolectores natufianos debido al cercano manantial de Ein as-Sultan. Estos cazadores-recolectores dejaron detrás de ellos una variedad de herramientas microlíticas en forma de media luna. Alrededor del 9600 a. C., las sequías y el frío del estadio Dryas Reciente llegaron a su fin, lo que hizo posible que los grupos natufianos extendieran la duración de su estadía, lo que finalmente llevó a alojamiento y asentamiento permanente durante todo el año. La construcción epipaleolítica en el sitio parece ser anterior a la invención de la agricultura, con la construcción de estructuras natufienses comenzando antes del 9000 a. C., el comienzo mismo de la época del Holoceno en la historia geológica.

### Neolítico precerámico, c. 8.500a.C.

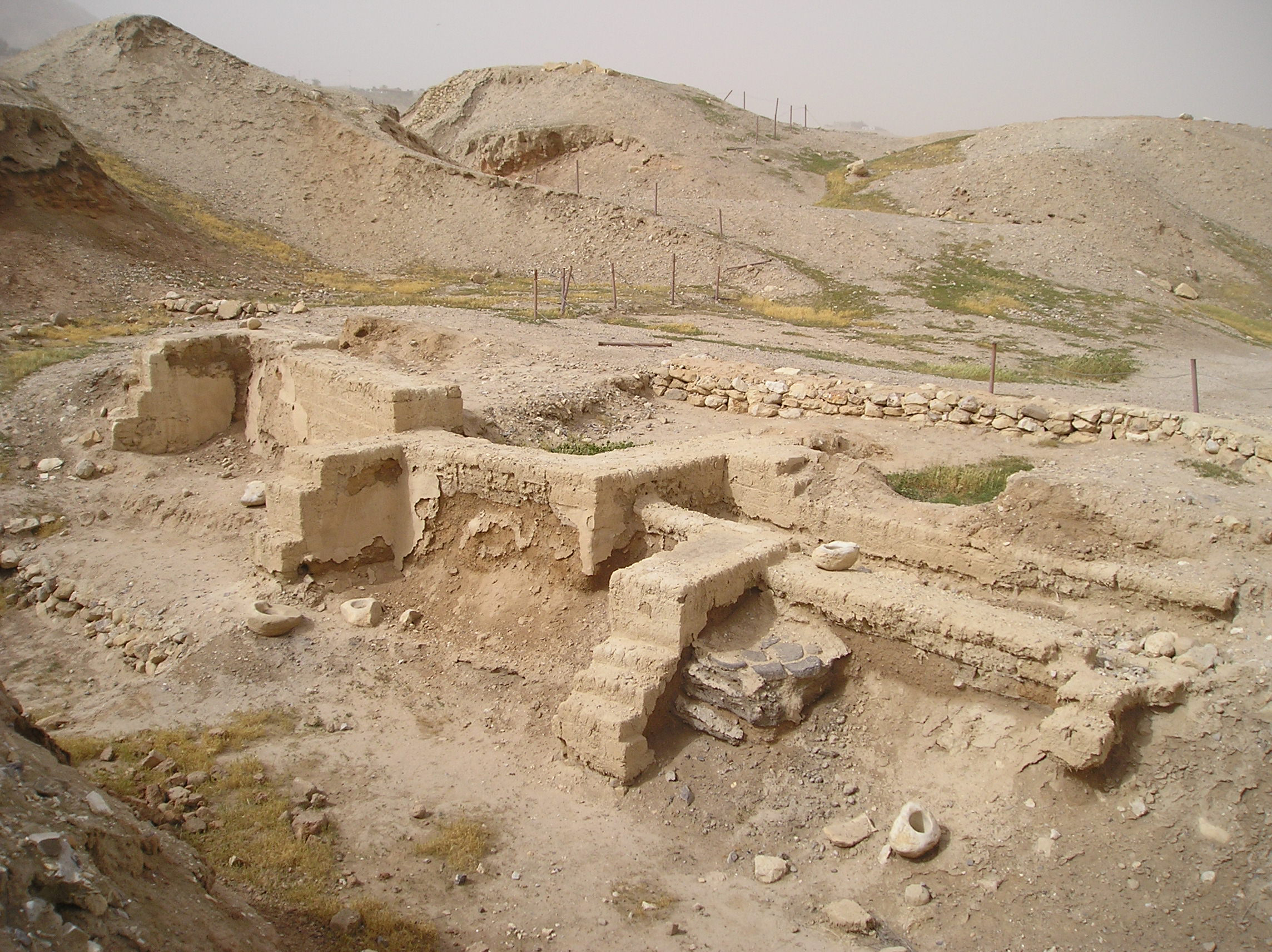
Cimientos de viviendas descubiertos en Tell es-Sultan, Jericó.

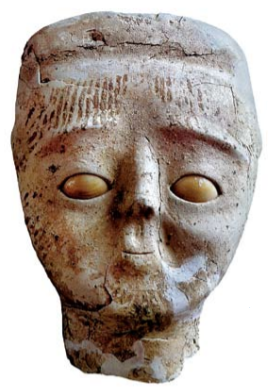
Estatua de un antepasado, Jericó, de hace c. 9000 años. Museo Arqueológico Rockefeller, Jerusalén.

#### Neolítico precerámico A (PPNA)
La fase Neolítico precerámico A en Tell es-Sultan (c. 8500 - 7500 a. C.) vio el surgimiento de una de las primeras protociudades importantes del mundo. A medida que el mundo se calentaba, surgió una nueva cultura basada en la agricultura y la vivienda sedentaria, que los arqueólogos han denominado 'Neolítico precerámico A' (abreviado como PPNA), a veces llamada era "sultaniana" en referencia a la ciudad. Las aldeas PPNA se caracterizan por pequeñas viviendas circulares, enterramiento de los muertos bajo el piso de los edificios, dependencia de la caza salvaje, cultivo de cereales silvestres o domésticos y todavía sin uso de cerámica.
La ciudad de la era PPNA, un asentamiento de alrededor de 40.000 metros cuadrados, estaba compuesta de casas redondas de adobe, pero sin ninguna planificación de calles. Las viviendas circulares se construían con ladrillos de barro y paja dejados secar al sol, que se enyesaban con mortero de barro. Cada casa medía unos 5 metros (16 pies) de ancho y estaba techada con maleza manchada de barro. Los hogares estaban ubicados dentro y fuera de las casas.
La identidad y el número de habitantes de Jericó durante el período PPNA todavía está en debate, con estimaciones que van desde 200–300 hasta 2.000–3.000. Se conoce que esta población había domesticado el trigo farro, la cebada y las legumbres y cazado animales salvajes.
La ciudad estaba rodeada por un enorme muro de piedra de más de 3,6 metros de alto y 1,8 metros de ancho en la base, encontrándose dentro una torre de piedra (denominada torre de Jericó), colocada en el centro del lado oeste del tell. Esta torre fue la estructura más alta del mundo hasta la construcción de la pirámide de Dyoser, y la segunda torre más antigua después de la de Tell Qaramel. El muro y la torre se construyeron alrededor del año 8.000 a. C. Para la torre, las fechas de carbono publicadas en 1981 y 1983 indican que se construyó alrededor del 8.300 a. C. y permaneció en uso hasta c. 7.800 a. C. Se ha estimado que el muro y la torre habrían necesitado, al menos, cien hombres durante más de cien días para construirse, lo que sugiere algún tipo de organización social y división del trabajo.
Las principales estructuras resaltan la importancia del tell para la comprensión de los patrones de asentamiento del período sultaniano en el sur del Levante.

#### Neolítico precerámico B (PPNB)
Después de algunos siglos, el primer asentamiento fue abandonado. Y después de la fase de asentamiento del PPNA, hubo una pausa de asentamiento de varios siglos, hasta que se fundó el asentamiento del Neolítico precerámico B en la erosionada superficie del tell. Este segundo asentamiento, establecido en 6.800 a. C., quizás represente la obra de un pueblo invasor que absorbió a los habitantes originales en su cultura dominante. Los hallazgos que datan de este período incluyen diez cráneos humanos enyesados y pintados para reconstituir sus características individuales. Estos objetos o representan terafines o son un ejemplo temprano de retratos en la historia del arte, y se cree que se mantenían enterrados en las casas de sus herederos.
La arquitectura consistía en edificios rectilíneos hechos de adobe sobre cimientos de piedra. Los ladrillos de adobe tenían forma de pan con huellas dactilares profundas para facilitar la ligazón. Ningún edificio ha sido excavado en su totalidad. Normalmente, varias habitaciones se agrupan alrededor de un patio central. Hay una sala grande (6,5 m × 4 m) y una segunda sala ligeramente más pequeña (7 m × 3 m ) que contiene divisiones internas. Las áreas restantes son pequeñas y presumiblemente se utilizaron para almacenamiento. Las habitaciones tienen suelos de terrazo rojo o rosado hechos de cal. Se han conservado algunas impresiones de esteras hechas de cañas o juncos. Los patios tienen pisos de barro.
La arqueóloga Kathleen Kenyon interpretó un edificio como un santuario. Contenía un nicho en la pared. Un pilar astillado de piedra volcánica que se encontró cerca podría haber encajado en este nicho.
Los muertos eran enterrados bajo los pisos o entre los escombros de edificios abandonados. Existen varios enterramientos colectivos. No todos los esqueletos están completamente articulados, lo que puede indicar un tiempo de exposición antes del entierro. Un escondite contenía siete calaveras. Se quitaban las mandíbulas y se cubrían los rostros con yeso; se utilizaban caracolas como ojos. Se encontraron un total de diez cráneos. También se encontraron cráneos modelados en Tell Ramad y Beisamoun.
Otros hallazgos incluyen pedernales, como puntas de flecha (espigadas o con muescas laterales), hojas de hoz finamente denticuladas, buriles, raspadores, algunas hachas de disco, obsidiana y obsidiana verde de una fuente desconocida. También había molinos de mano, martillos y algunas hachas talladas de diorita. Otros elementos descubiertos incluyen platos y cuencos tallados en piedra caliza blanda, husos hechos de piedra y posibles pesas de telar, espátulas y taladros, figuras de yeso antropomórficas estilizadas, figurillas antropomórficas y teriomórficas de arcilla  de tamaño casi natural, así como cuentas de concha y malaquita.

### Edad del Bronce
Siguió una sucesión de asentamientos desde el 4500 a. C. en adelante, siendo el más grande construido en el 2600 a. C.
Tell es-Sultan estuvo continuamente ocupado hasta la Edad del Bronce Medio y destruido en el Bronce Final, después de lo cual ya no sirvió como centro urbano. La ciudad estaba rodeada por extensos muros defensivos reforzados con torres rectangulares y poseía una extensa necrópolis con tumbas de pozo verticales y cámaras funerarias subterráneas. Las elaboradas ofrendas funerarias en algunas de estas pueden reflejar el surgimiento de reyes locales.
Durante la Edad del Bronce Medio, Tell es-Sultan era una pequeña ciudad prominente de la región de Canaán, alcanzando su mayor extensión de la Edad del Bronce en el período comprendido entre 1700 y 1550 a. C. Parece haber reflejado la mayor urbanización en el área en ese momento, y se ha relacionado con el surgimiento de los maryannu, una clase de aristócratas que usaban carros de guerra vinculados al surgimiento del estado de Mitani en el norte. Para Kathleen Kenyon "...la Edad del Bronce Medio es quizás la más próspera de toda la historia de Canaán... Las defensas... pertenecen a una fecha bastante avanzada en ese período...y había un revestimiento de piedra en gran escala... parte de un complejo sistema de defensas. La ciudad de la Edad del Bronce cayó en el siglo XVI a. C., al final de la Edad del Bronce Medio, los restos de carbono calibrado de su capa de destrucción de la Ciudad-IV datan de 1617-1530 a. C. En particular, esta datación por carbono c. 1573 a. C. confirmó la precisión de la datación estratigráfica c. 1550 a. C. por Kenyon.
Tras la destrucción de Tell es-Sultan a finales de la Edad del Bronze Medio, la ciudad fue ocupada nuevamente durante la Edad del Bronce Tardío (1550-1200 a. C.), y la muralla anterior, del Bronce Medio, fue restaurada añadiendo un muro de adobe sobre la cresta que aún se conserva. Según Lorenzo Nigro, las capas superiores del Bronce Tardío IIB del tell fueron muy cortadas por operaciones de nivelación durante la Edad del Hierro, lo que explica la escasez de materiales del siglo XIII.

### Edad del Hierro
Tell es-Sultan permaneció desocupado desde finales del siglo XIII hasta los siglos XI-X a. C., cuando se reconstruyó la ciudad. De esta nueva ciudad no queda mucho más que una casa de cuatro cuartos en la ladera este. En el siglo VII a. C., Jericó se había convertido en una extensa ciudad, pero este asentamiento fue destruido en la conquista babilónica de Judá a principios del siglo VI a. C.

### Abandono del Tell
Después de la destrucción de la ciudad judaíta por los babilonios a finales del siglo VI a. C., todo lo que se reconstruyó en el período persa como parte de la restauración después del cautiverio de Babilonia, dejó muy pocos restos. El tell fue abandonado como lugar de asentamiento poco después de este período.

## Excavación arqueológica

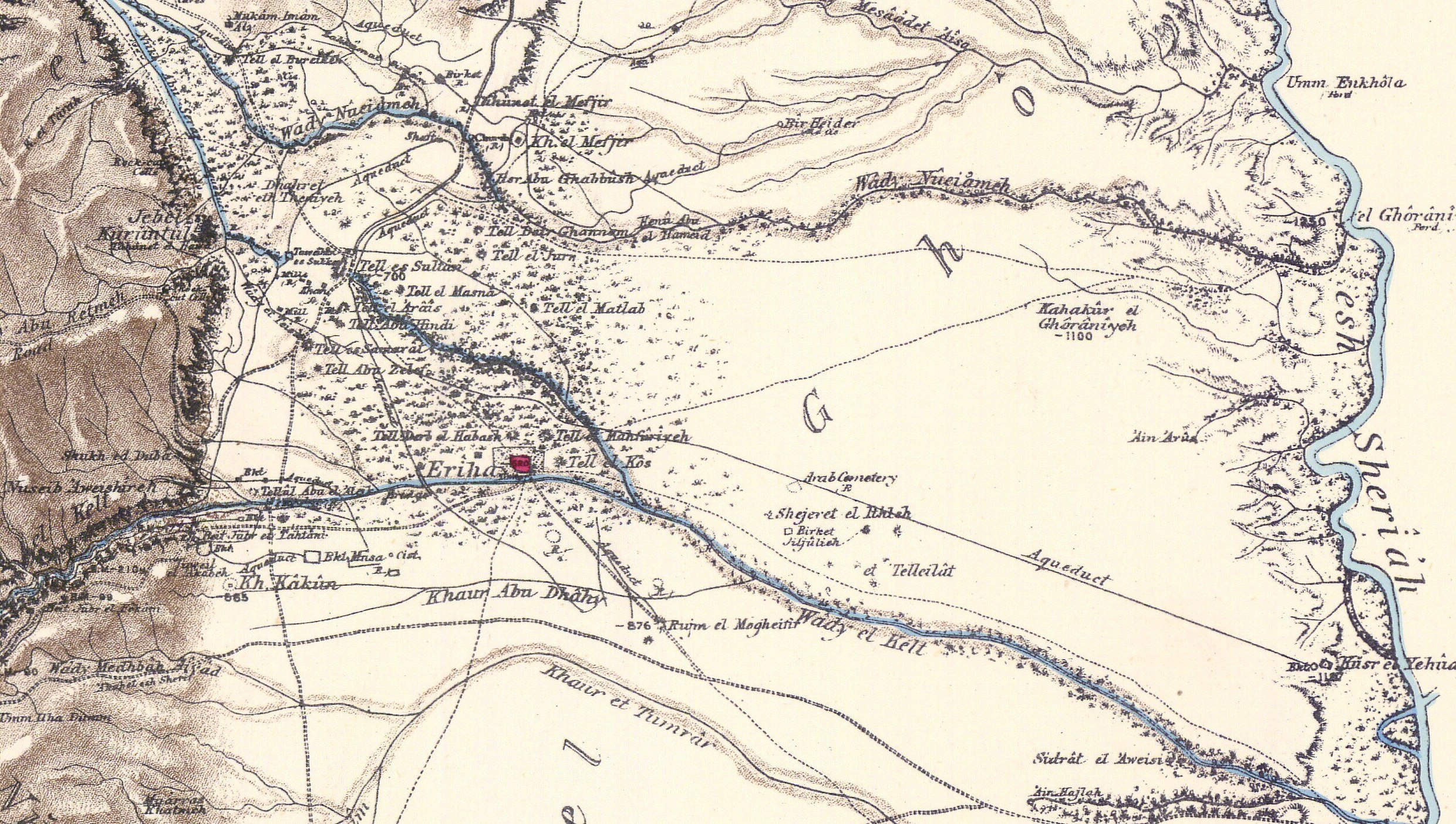
Área alrededor de Tell es-Sultan en el estudio de Palestina del Fondo para la Exploración de Palestina, dibujada unos años después de la expedición de Warren.

Las primeras excavaciones de los tells alrededor de Ain es-Sultan (árabe: عين سلطان, lit.  'manantial del sultán') fueron realizadas por Charles Warren en 1868 en nombre del Fondo para la Exploración de Palestina. Warren excavó nueve montículos en el área del manantial; durante una de las excavaciones, sus trabajadores cavaron a través de los ladrillos de barro de la pared sin darse cuenta de que era la muralla.
El manantial había sido identificado en 1838 en las Investigaciones bíblicas en Palestina de Edward Robinson como el de 'la escena del milagro de Eliseo', sobre la base de que era el manantial principal, cercano a Jericó. Sobre esta base, Warren propuso los montículos circundantes como el sitio de la antigua Jericó. Sin embargo, Warren no tenía los fondos para llevar a cabo una excavación completa. Creyendo que era claramente el manantial donde Eliseo sanó, sugirió remover todo el montículo para obtener la evidencia, lo que pensó que se podía hacer por 400 libras esterlinas.
Ernst Sellin y Carl Watzinger excavaron Tell es-Sultan y Tulul Abu el-'Alayiq entre 1907-1909 y en 1911. Encontraron los restos de dos muros que inicialmente sugirieron que apoyaban el relato bíblico de la batalla de Jericó. Más tarde revisaron esta conclusión y fecharon sus hallazgos en la Edad del Bronce Medio (1950-1550 a. C.).
El sitio fue nuevamente excavado por John Garstang entre 1930 y 1936, que nuevamente planteó la sugerencia de que los restos del muro superior eran los descritos en la Biblia y databan de alrededor del 1400 a. C.
Kathleen Kenyon realizó extensas investigaciones utilizando técnicas más modernas entre 1952 y 1958. Sus excavaciones descubrieron una torre y un muro en la zanja I. Kenyon proporcionó evidencia de que ambas construcciones databan de mucho antes que las estimaciones previas, del Neolítico, y fueron parte de una protociudad temprana. Sus excavaciones encontraron una serie de diecisiete muros de principios de la Edad del Bronce, algunos de los cuales pensó que podrían haber sido destruidos por terremotos. El último de los muros se levantó a toda prisa, lo que indica que el asentamiento había sido destruido por invasores nómadas. Otro muro fue construido por una cultura más sofisticada en la Edad del Bronce Medio con una escarpa empinada enyesada que llevaba ladrillos de barro en la parte superior.
Lorenzo Nigro y Nicolo Marchetti realizaron excavaciones entre 1997 y 2000. Desde 2009, el proyecto arqueológico ítalo-palestino de excavación y restauración fue retomado por la Universidad de Roma La Sapienza y el MOTA-DACH palestino bajo la dirección de Lorenzo Nigro y Hamdan Taha.

## Torre de Jericó

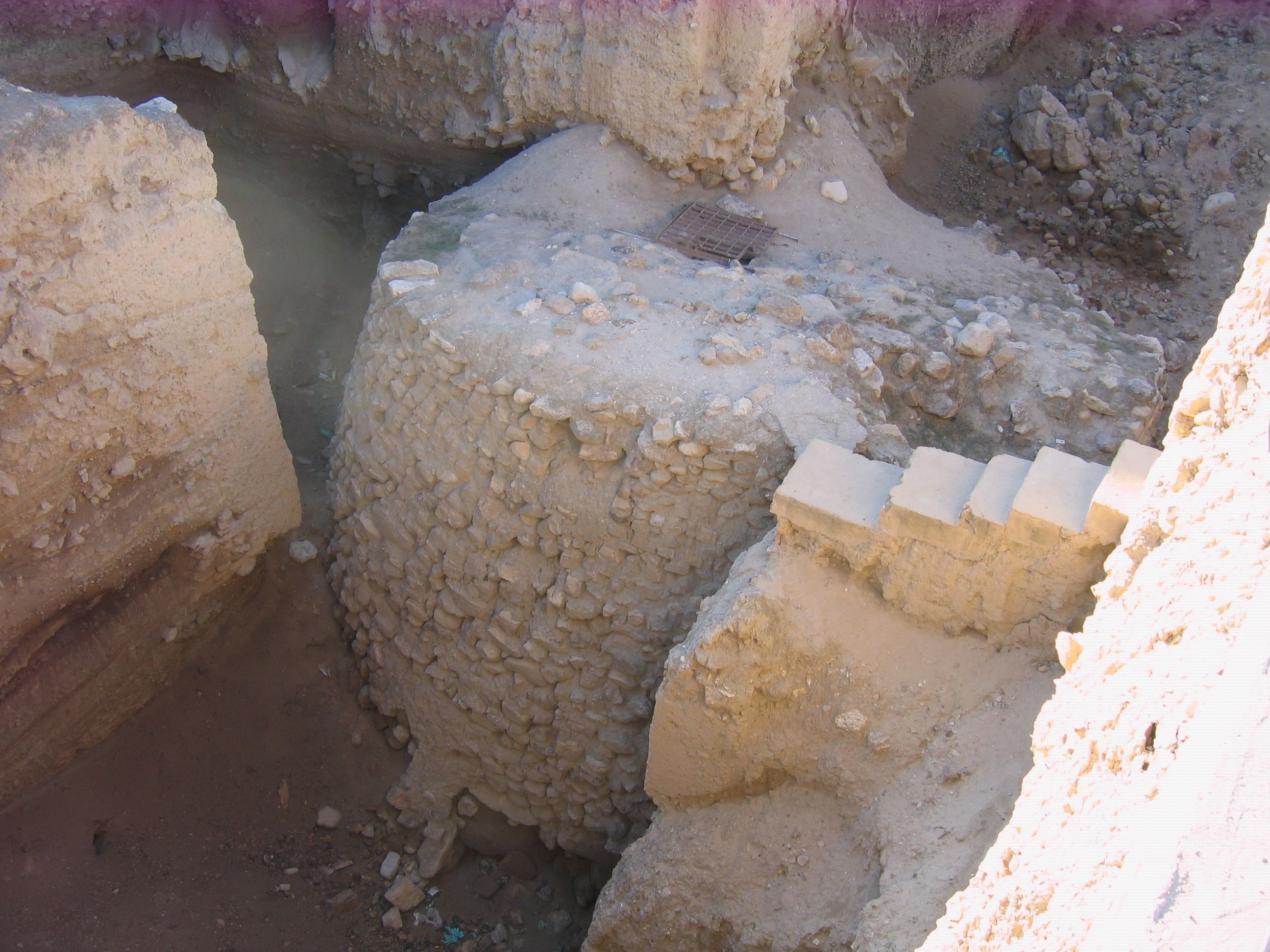
Torre de Jericó.

La Torre de Jericó es una estructura de piedra de 8,5 metros de altura, construida en el período Neolítico precerçamico A, alrededor del año 8000 a. C. Está entre los primeros monumentos de piedra de la humanidad. De forma cónica, la torre tiene casi 9 metros de diámetro en la base, disminuyendo a 7 metros en la parte superior, con paredes de aproximadamente 1,5 metros de espesor. Dispone de una escalera interna con 22 escalones de piedra.

## Murallas
La muralla de la ciudad de la era PPNA fue diseñada con fines defensivos o de protección contra las inundaciones. La muralla (aproximadamente 1,5 a 2 metros de espesor y 3,7 a 5,2 metros de alto) así como la torre sugieren un propósito defensivo. Se estima que la fecha sea aproximadamente del 8000 a. C. Si se interpreta como una 'fortificación urbana', la muralla de Jericó es la muralla de ciudad más antigua descubierta por arqueólogos en cualquier parte del mundo. Alrededor del muro existía un foso de 8,2 metros de ancho por 2,7 metros de profundidad, cortada a través de un lecho de roca madre, con una circunferencia alrededor de la ciudad de hasta 600 metros. Kenyon apuntó que 'el trabajo involucrado en la excavación de este foso en roca sólida debía haber sido tremendo'.
| |
| Fase I: Se construyó un muro perimetral de piedra de 3,6 metros de altura, adosado a la cara exterior de la torre. Las dos figuras humanas de la izquierda muestran la escala aproximada. |

| |
| Fase II: Se agregó un muro adicional y un foso exterior. El espacio entre las dos paredes estaba lleno de escombros del foso. Se construyó un 'muro de piel' para reforzar la torre, incorporando parte del primer muro. |

| |
| Fase III: Al colmatarse el foso, se construyó un nuevo muro sobre los restos de los dos anteriores. Al mismo tiempo, se bloqueó la entrada inferior de la torre. |